# Christine Oddy
Pour les articles homonymes, voir Oddy.
Christine Margaret Oddy, née le 20 septembre 1955 à Coventry et morte le 26 juillet 2014, est une femme politique britannique.
Membre du Parti travailliste, elle est députée européenne de 1989 à 1999. 